# Morte di Argo
La Morte di Argo è un dipinto a olio su tavola (249x300 cm) realizzato tra il 1610 ed il 1611 dal pittore Peter Paul Rubens.
È conservato nel Wallraf-Richartz Museum di Colonia.
Il quadro raffigura un episodio mitologico tratto dalle "Metamorfosi (Ovidio)" di Ovidio.